# Rio (Grecja)
Rio (gr. Ρίο; dawniej Rion) – miasto portowe w Grecji Zachodniej, nad Morzem Jońskim, na północnym wybrzeżu Peloponezu, 7 km na północny wschód od Patras, przy drodze krajowej GR-8 i linii kolejowej (Patras-Korynt-Ateny). W 2011 roku liczyło 5252 mieszkańców.
W Rio znajduje się południowy przyczółek wybudowanego w 2004 roku mostu im. Charilaosa Trikupisa (długość 2,88 km), w miejscu historycznej przeprawy promowej przez cieśninę Rio-Andirio. 
Z mostem wciąż konkurują promy. Po stronie zachodniej cieśniny znajduje się Zatoka Patraska, a po stronie wschodniej Zatoka Koryncka (w czasach Republiki Weneckiej oba akweny zwano zatoką Lepanto). Po drugiej stronie Zatoki Korynckiej, 12 km na północny wschód – Nafpaktos, dawne Lepanto, strategiczna twierdza bizantyjsko-wenecka.
Naprzeciwko Rio, po drugiej stronie cieśniny, leży miejscowość Andirio, także ufortyfikowana przez Wenecjan.

## Fort Kastro Moria
- Kastro Moria[2] – ruiny fortu weneckiego z XV wieku, na cyplu, po wschodniej stronie mostu Rio-Andirio (wymiary fortu: 450 m x 200 m).

## Kampus
W Rio znajduje się kampus Uniwersytetu Patraskiego im. św. Andrzeja. Na obszarze 21,01 ha mieszczą się studenckie domy mieszkalne, uniwersytecki szpital kliniczny, kościół Matki Bożej Nieustającej Pomocy, biblioteka uniwersytecka, muzeum nauki i techniki oraz ogród botaniczny.

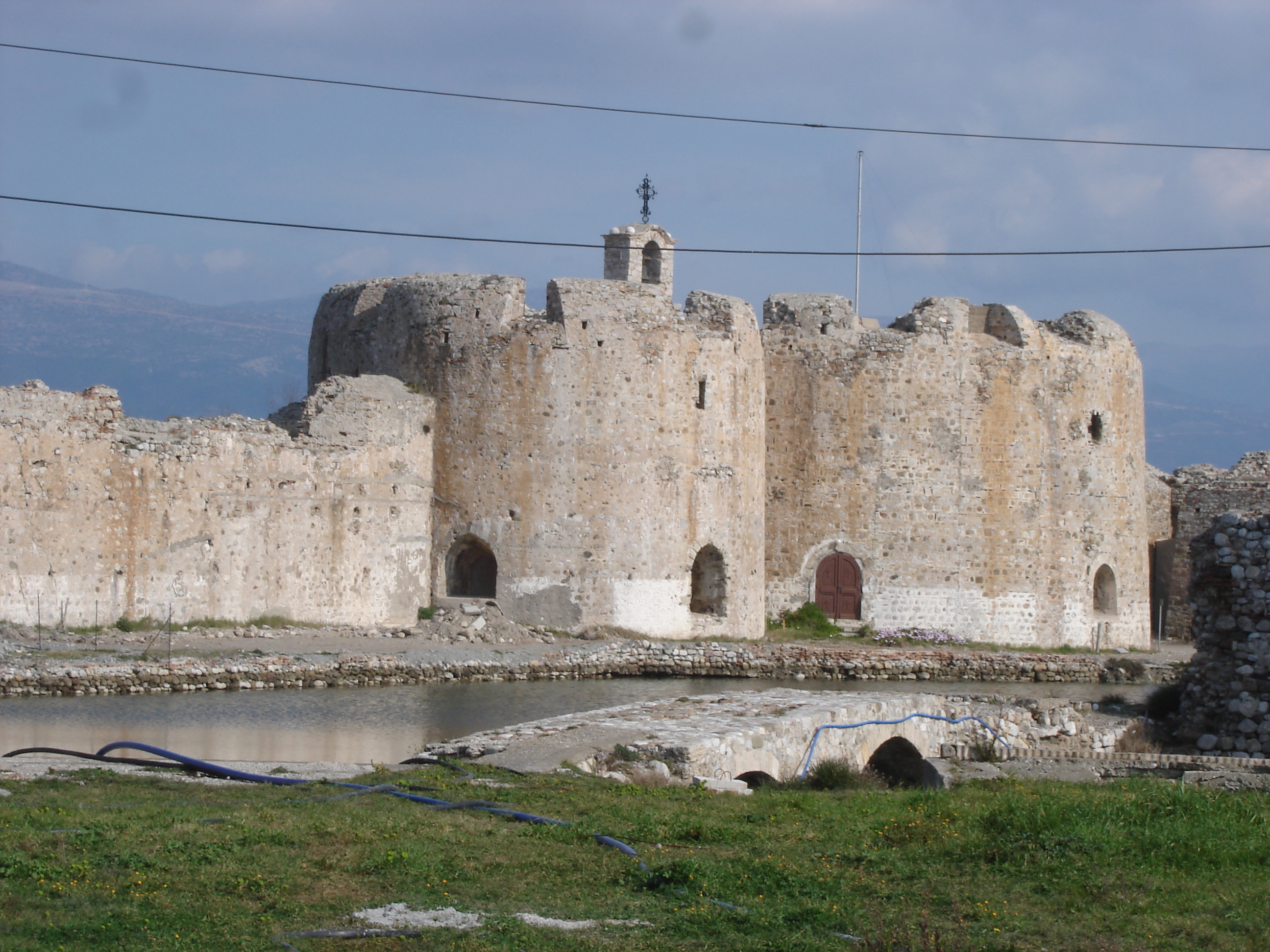
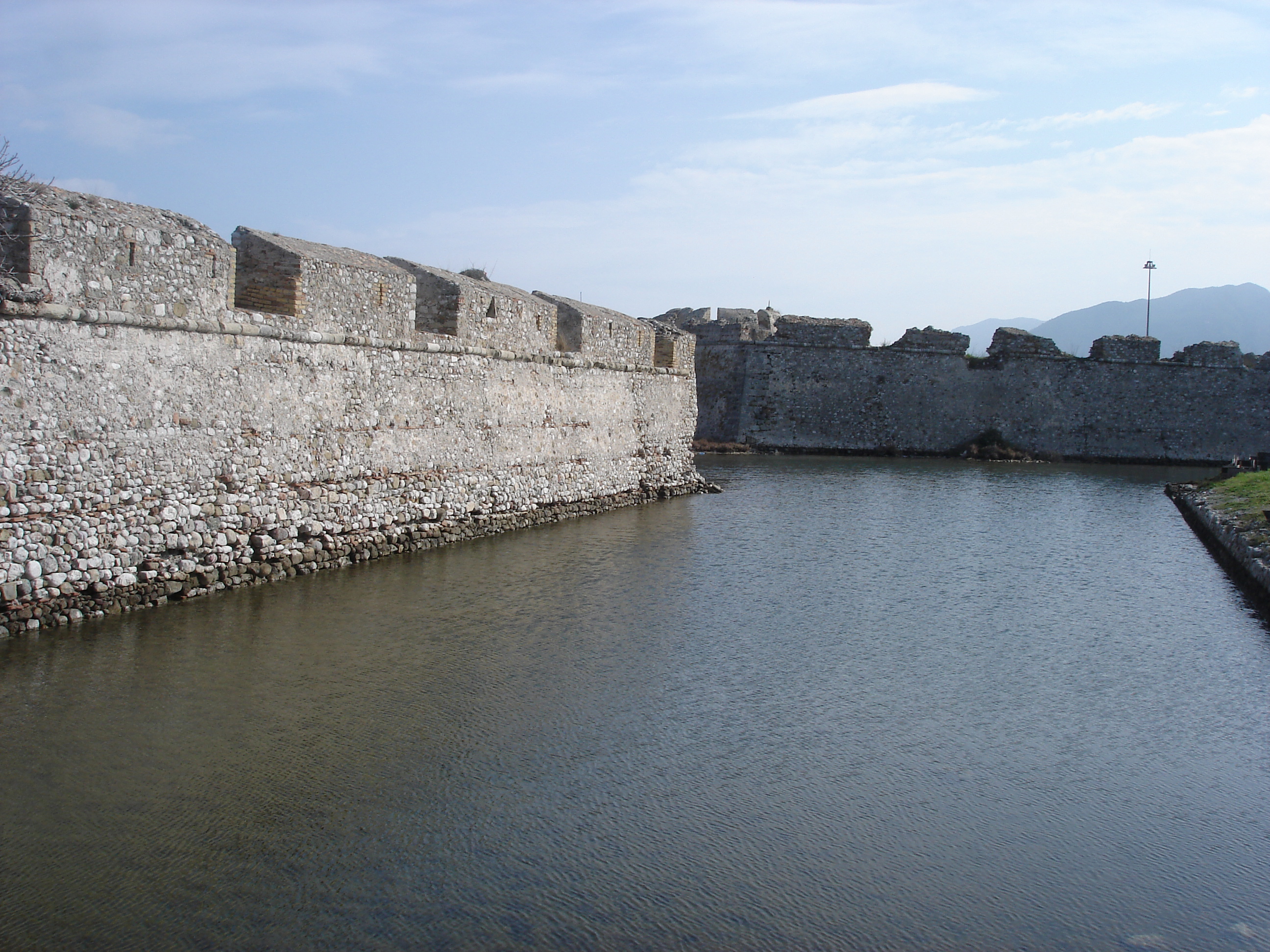
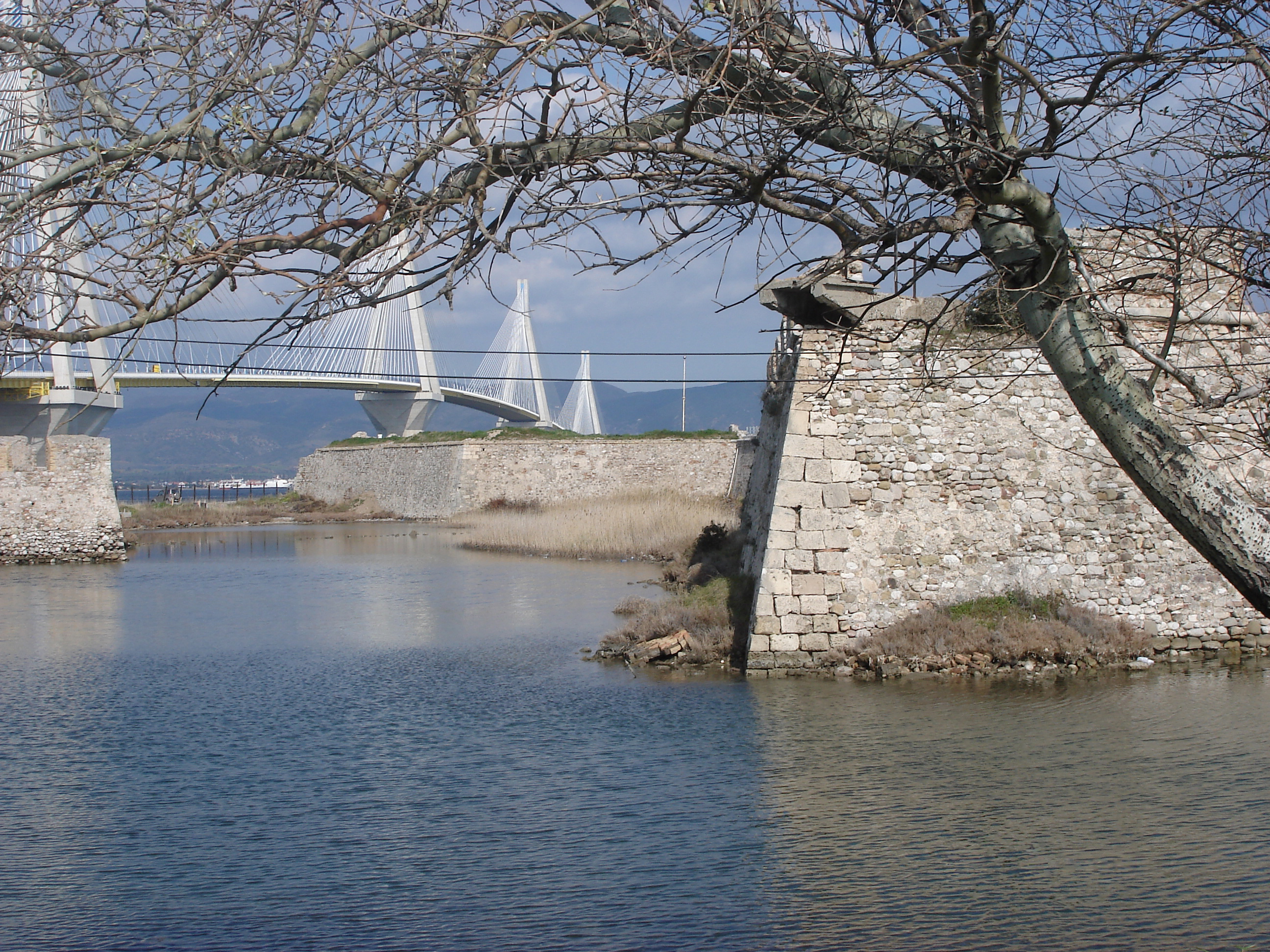
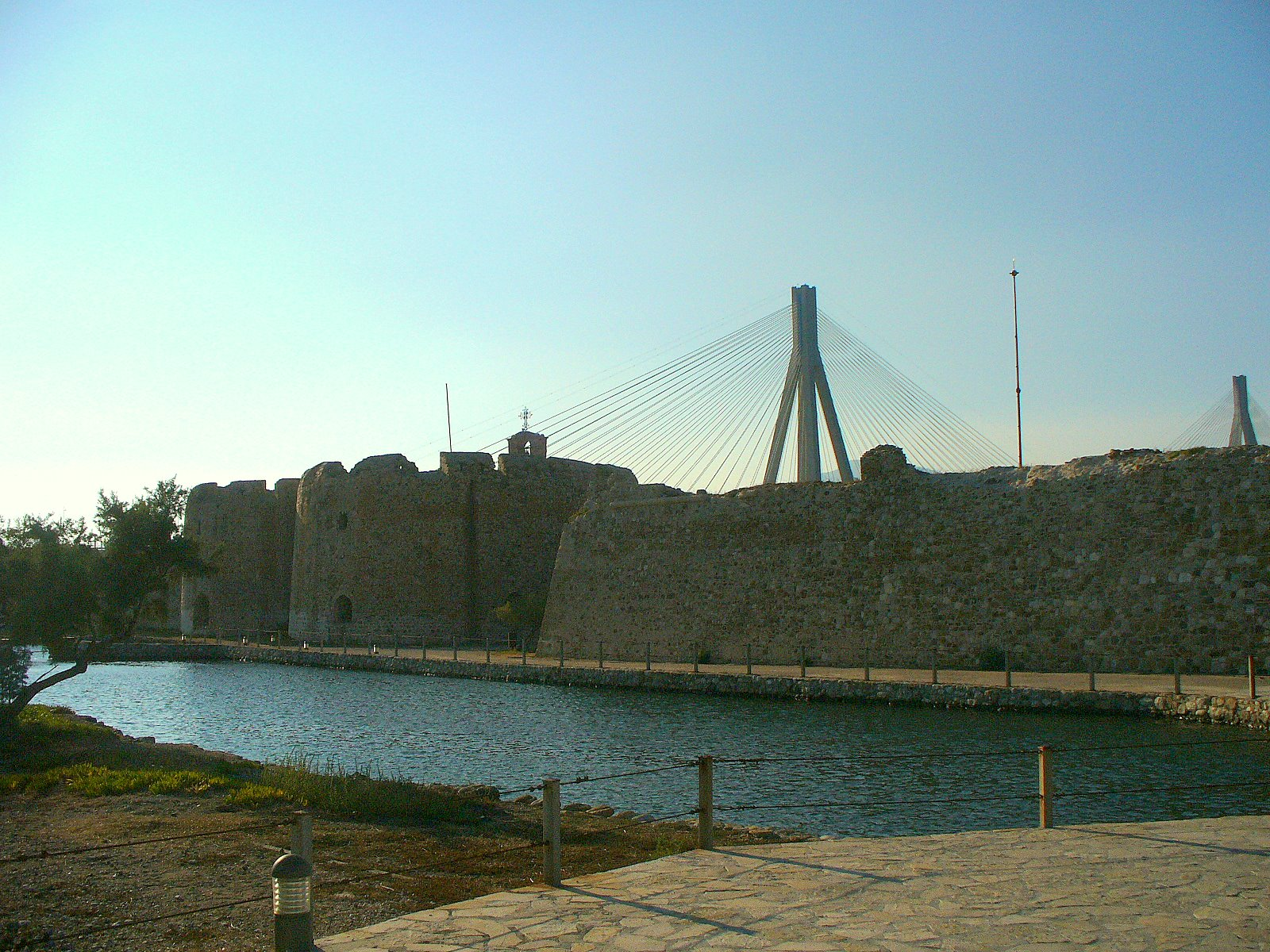
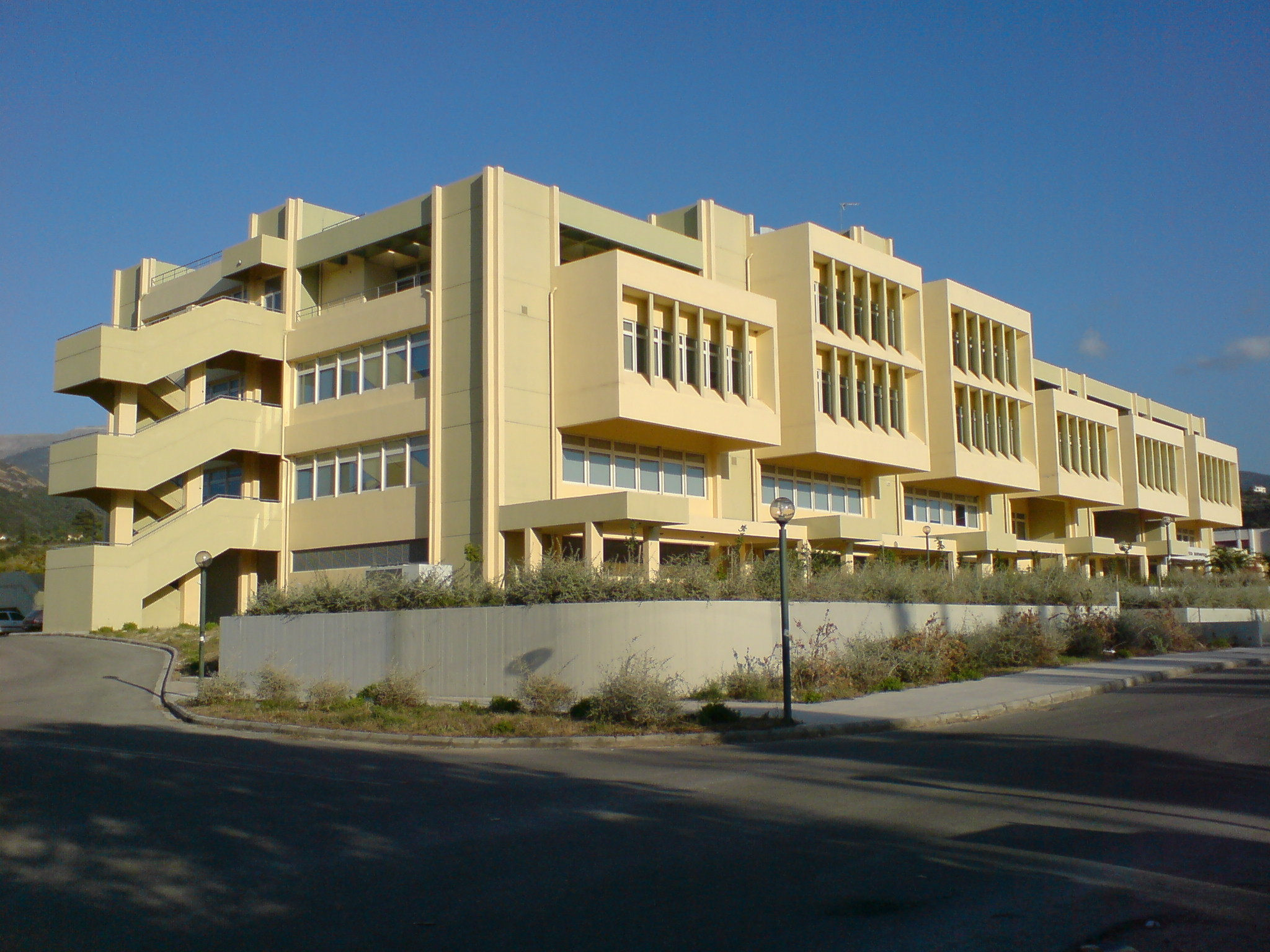
Rio. Biblioteka Uniwersytetu Patraskiego